# Lartigue (Gironde)
Lartigue település Franciaországban, Gironde megyében. Lakosainak száma 41 fő (2022. január 1.). Lartigue Saint-Michel-de-Castelnau, Allons, Giscos és Pindères községekkel határos.

## Népesség
A település népességének változása:
| Lakosok száma | 93   | 61   | 40   | 55   | 46   | 42   | 40   | 39   | 40   | 41   |
|               | 1968 | 1982 | 1990 | 2006 | 2013 | 2015 | 2017 | 2019 | 2020 | 2022 |